# Goryczuszka gorzkawa

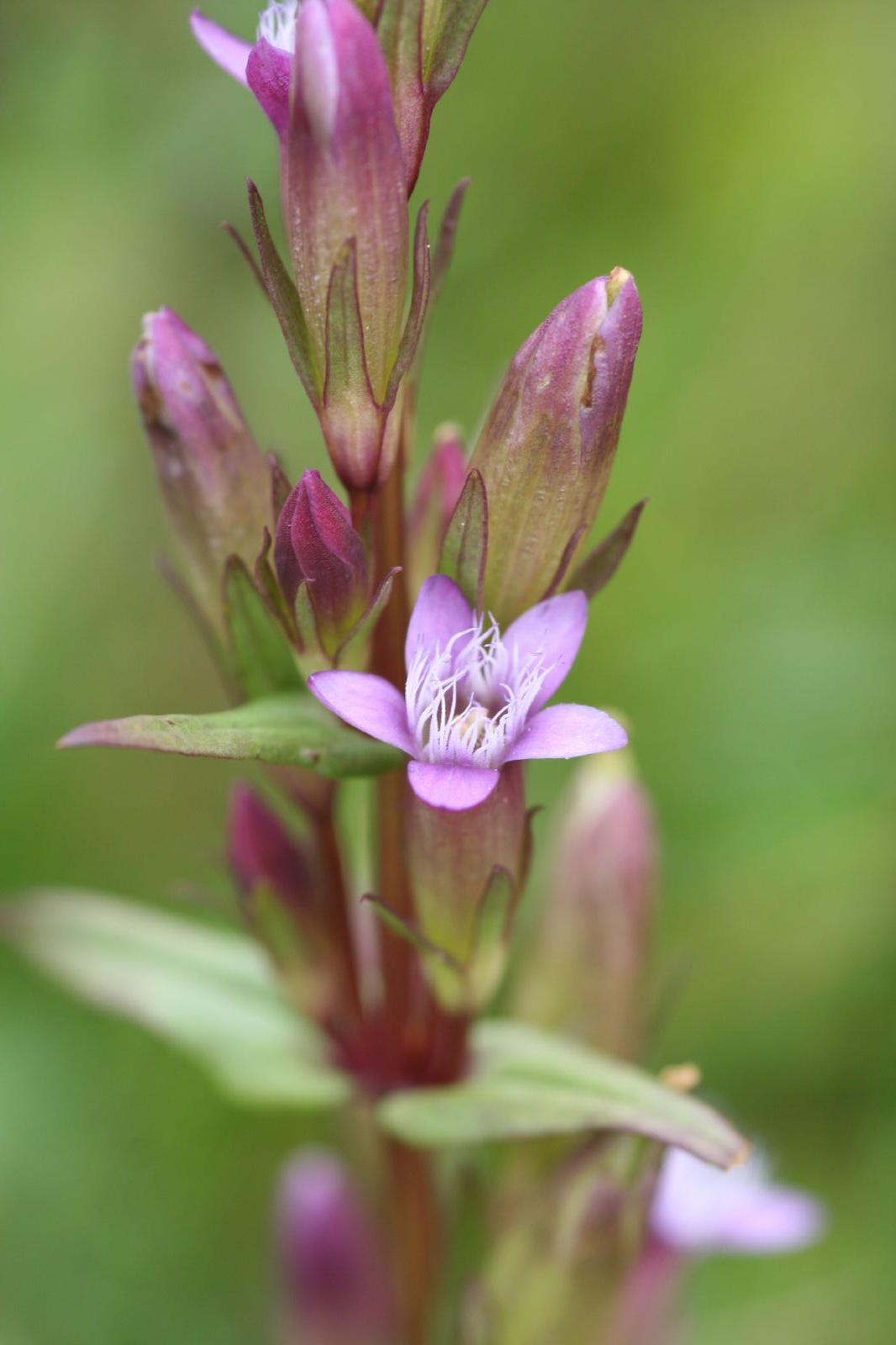
Goryczuszka gorzkawa

Goryczuszka gorzkawa, goryczka gorzkawa (Gentianella amarella (L.) Börner) – gatunek rośliny z rodziny goryczkowatych. Występuje w Europie, Azji I Ameryce Północnej. W Polsce jest rzadka. Występuje na rozproszonych stanowiskach na terenie całego kraju, z wyjątkiem centralnej części. 

## Morfologia
ŁodygaDo 60 cm wysokości.
LiścieW czasie kwitnienia szczątki liścieni i pierwszych liści tworzą zgrubienie w nasadzie łodygi.
Kwiaty5-krotne. Kielich z wyraźną rurką, przylegający do korony, do 1 cm długości, o ostrych, jednakowo szerokich łatkach. Korona kwiatu fioletowolila lub biaława, długości 10–20 mm. W gardzieli korony, poniżej nasady każdej łatki znajduje się orzęsiona łuska.
OwocTorebka.

## Biologia i ekologia
Roślina dwuletnia. Kwitnie od czerwca do października. Rośnie na pastwiskach, łąkach, polanach i trawiastych stokach. Gatunek wyróżniający dla związku Molinion caeruleae.

## Zmienność
Tworzy mieszańce z goryczuszką polną (Gentianella campestris). Gatunek zróżnicowany na 9 podgatunków:
- Gentianella amarella subsp. acuta (Michx.) J.M.Gillett
- Gentianella amarella subsp. amarella
- Gentianella amarella subsp. hartwegii (Benth.) J.M.Gillett
- Gentianella amarella subsp. livonica (Eschsch. ex Griseb.) Dostál
- Gentianella amarella subsp. mexicana (Griseb.) Gillett
- Gentianella amarella subsp. septentrionalis (Druce) N.M.Pritch.
- Gentianella amarella subsp. takedae (Kitag.) Toyok.
- Gentianella amarella subsp. uliginosa (Willd.) Tzvelev
- Gentianella amarella subsp. yuparensis (Takeda) Toyok.

## Zagrożenia i ochrona
Gatunek objęty w Polsce ścisłą ochroną. Roślina umieszczona na Czerwonej liście roślin i grzybów Polski (2006) w grupie gatunków wymierających (kategoria zagrożenia: E). W wydaniu z 2016 roku otrzymała kategorię EN (zagrożony).
Zagrożona jest głównie przez niszczenie oraz zmiany siedlisk, na których występuje.